# Lionel Blomme
Lionel Blomme (Brugge, 25 september 1897 - 3 januari 1984) was een Belgisch dirigent en componist.

## Levensloop
Blomme studeerde aan het Muziekconservatorium in Brugge, waar hij notenleer volgde (bij Louis De Schepper) en altviool aanleerde (bij August vander Looven en Lodewijk Queeckers), waar hij in 1918 een eerste prijs voor ontving. Hij volgde ook muziektheorie bij August Reyns en muziekschriftuur bij Grégoire Jooris. 
Hij studeerde verder aan het Koninklijk Conservatorium Brussel, zowel altviool (Léon Van Hout), kamermuziek (Paul Miry), contrapunt (Paulin Marchand) en fuga (Joseph Jongen). Hij studeerde verder nog privé bij Paul Gilson: compositie en orkestratie.
Vanaf 1926 was hij leraar altviool aan het Conservatorium in Brugge en bleef dit tot in 1963. In 1929 werd hij ook directeur van het Conservatorium in Ieper en tevens leraar notenleer, viool, altviool, harmonie en contrapunt.
Tussen 1929 en 1931 dirigeerde hij de Harmonie Ypriana.
Na zijn pensionering in 1960 kwam hij opnieuw in Brugge wonen.

## Composities
Lionel Blomme componeerde vooral veel liederen. Voorbeelden:
- Leg je hand op mijn werk (tekst Hélène Lapidoth-Swart)
- 't Avondt (tekst Guido Gezelle)
- Ik weet het niet (tekst Felix Timmermans)
- De zegen van de H. Franciscus (tekst Felix Timmermans).

Hij schreef verder koorwerk, pianostukken en symfonisch werk.